# Рагга-джангл
Рагга-джангл (англ. Ragga jungle) — музичний напрям, піджанр джангла. Виник біля 1990 року в Лондоні завдяки музиці Rebel MC та Джеймса Стівенса з Noise Factory. Одними з піонерів жанру також вважаються Lennie De Ice, DJ Dextrous, Ragga Twins, Remarc та MBeat.

## Історія
Рагга-джангл виник з доповненням джанглу «чорною» музикою та культурою. Коли до існуючого джанглу та брейкбіт хардкору (або олдскул хардкору) почали залучатися представники дабу, регі, денсголлу та соулу, то жанр еволюціонував саме в рагга-джангл. Багато треків жанру включали в собі елементи руд-бой та семпли з пострілів та гангстерських фільмів. В результаті поступового росту продюсерами-першопрохідцями, звук став урбаністичнішим, включаючи при цьому наспівування з реггі та дабовий бас, а також все складніші та швидші ударні. До 1995 року жанр досягнув свого піку. І саме тоді з'явилася нова гілка напряму «intelligent», запропонована LTJ Bukem і його лейблом Good Looking.
На сьогодні рагга-джангл є нішевим звуком із все меншою кількістю лейблів, які випускають таку музику. Рагга-джангл складається з чотирьох елементів: джанглового біта, текстів рудбоїв, басу регі та ментальності саунд-клешів. У 2000-х роках була спроба американських та канадських продюсерів реанімувати жанр новим звучанням та переспівуванням класичних виконавців джанглу. Проте більшість продюсерів обрали сторону менш вокально налаштованого та технічнішого драм-енд-бейсу. 